# Kunstgattung
Die Kunstgattung (englisch: art genre) bezeichnet ein Ordnungssystem (Kategorisierung, Klassifikation, ordnende Einteilung, Systematisierung) künstlerischer Werke, bei dem mehrere, einzelne Werke nach einem oder mehreren Kriterien (Eigenschaften, Eigentümlichkeiten, Merkmalen) in Gruppen zusammengefasst sind. Der Begriff Gattung leitet sich von griechisch génos: Art, Beschaffenheit ab. Er findet Verwendung in der Ästhetik, Kunstgeschichte und Kunstwissenschaft.

## Beschreibung
Eine Kunstgattung ist eine Sammlung von mehreren, einzelnen Kunstwerken, die aufgrund bestimmter genereller, wesentlicher Eigenschaften ähnlich sind.
Traditionell sind die grundlegenden Kunstgattungen (Hauptkategorien) bildende Kunst, darstellende Kunst, Literatur, Medienkunst, Musik und angewandte Kunst. Darüber hinaus besteht eine Struktur von mehreren untergeordneten Ebenen, die von den Hauptkategorien bis zu kleinen Gruppen einzelner Werke reicht. Vorbild ist die Systematisierung der Biologie des schwedischen Naturforschers Carl von Linné (1707–1778) – die sogenannte Baumstruktur.

## Uneindeutige Bezeichnungen
Der Begriff Gattung wird in der Kunstwissenschaft mehrdeutig verwendet. Er bezeichnet sowohl übergeordnete Kategorien als auch untergeordnete Gruppen. Bezeichnungen für Haupt- und Untergattungen wie Art, Familie, Form, Format, Genre, Gruppe, Kategorie, Klasse, Sorte, Sparte, Stil oder Typ sind nicht einheitlich definiert. Axel Dunker und andere sprechen in diesem Zusammenhang von einer Begriffsanarchie. Manchmal bezieht sich der Stil auf die Formensprache, Genre auf den thematisch-motivischen Inhalt und Gattung auf das Ausdrucksmedium der Kunst.
Die Begriffe Gattung und Genre werden in der deutschsprachigen Fachliteratur in neuerer Zeit weitgehend synonym verwendet. Allerdings besitzt der Begriff Gattung in der Literatur eine sehr lange Tradition. Dagegen wird der Begriff Genre häufig der neuzeitlichen Medienkunst, dem Film zugeordnet. Entsprechend gliedert die Gattung der Tendenz nach eher die „hohe“ und das Genre eher die „niedere“ Kunst. Außerdem scheint die Gattung größere Werkgruppen zu bezeichnen.

## Einteilungskriterien
Einzelne, künstlerische Werke werden nicht nach Land, Sprache oder zeitlichen Perioden (Epochen) zusammengefasst. Sondern sie werden nach transkulturell wiederkehrenden, grundlegenden, allgemeinen Kriterien in unterschiedliche Kunstgattungen eingeteilt.
1. Ein Kriterium ist die Form (Komposition / Struktur) wie beispielsweise bei einer Fuge, einer freistehenden Plastik oder einem Relief.
2. Steht die Funktion (Nutzen / Zweck) – politisch, religiös oder unterhaltend – im Vordergrund, sind Karikatur, politische Lyrik, Ikone oder Popmusik mögliche Gattungen.
3. Nach der gemeinsamen Tradition lassen sich englische Gärten, Totempfähle der nordamerikanischen Ureinwohner oder Zen-Gärten unterscheiden.
4. Sind künstlerische Werke nach ähnlichem Inhalt (Motiv / Thema) zusammengefasst, sind Dokumentarfilm, Landschaftsmalerei oder Sachbuch mögliche Gattungen.
5. Spielt das verwendete Material (Medium) eine Rolle, sind Bronzeplastik, Goldschmiedekunst oder Videokunst mögliche Gattungen.
6. Kunstwerke können visuell, akustisch oder haptisch wahrgenommen werden. Entsprechend der Rezeptionsweise lassen sich Fotografie, Live-Musik oder Mitmach-Ausstellungen benennen.
7. Ein Stil äußert sich in unterschiedlichen Gemeinsamkeiten, wie das Prachtvoll-Verspielte der Barock-Architektur, das Traditionelle in der höfischen Tanzform oder das Postmoderne der Installationskunst.
8. Schließlich ist die Technik ein Kriterium wie der Druckvorgang bei der Radierung, das Meißeln bei einer Marmorplastik oder der Gesang bei einem Lied.

Insgesamt ist es sinnvoll, dass eine Gattung durch bestimmte Merkmale über die Zugehörigkeit und Ähnlichkeitsbeziehung klar definiert ist. Andererseits kann sie durch alternative Merkmale genügend Spielraum für weniger eindeutige und historische Abwandlungen zulassen.

## Einteilung der Kunstgattungen
Meist werden sechs grundlegende Kunstgattungen unterschieden. Zu jeder dieser Kunstgattungen sind im Folgenden Untergattungen und in Klammern einige Kleinformen genannt.

### Bildende Kunst
Die bildende Kunst umfasst:
- Aktionskunst (Untergattungen sind z. B. Fluxus, Happening, Performance-Kunst).
- Baukunst (Architektur) (z. B. Museum, Schloss, Wohnhaus).
- Bildhauerei (Plastik) (z. B. Denkmal, Grabmal, Relief).
- Grafik (z. B. digitale Illustration, Holzschnitt, Zeichnung).
- Malerei (z. B. Altarbild, Blumenstück, Stillleben)

Die untergeordneten Kunstgattungen der Bildhauerei, Grafik und Malerei werden auch als Bildgattungen bezeichnet.

### Darstellende Kunst
Zur darstellenden Kunst zählt:
- Kleinkunst (z. B. Kabarett, Marionettentheater, Zirkus).
- Tanz (z. B. Ballett, Schwerttanz, Solotanz, Walzer).
- Theater (z. B. Bauerntheater, Komödie, Musical).

### Medienkunst
Zur Medienkunst gehören:
- Digitale Kunst (z. B. Computergrafik, Kunst- & Kultur-Podcast, Videokunst, Virtual Reality).
- Film (z. B. Dokumentarfilm, Spielfilm, Zeichentrickfilm).
- Fotografie (z. B. Landschaftsfotografie, Portraitfotografie, Dokumentarfotografie).

### Musik
Die Gattung (Musik) unterteilt sich in:
- Instrumentalmusik (z. B. Klavierkonzert, Serenade, Streichquartett).
- Vokalmusik (z. B. Choral, Duett, Kanon, Lied).
- Klassische Musik (z. B. Kammermusik, Kantate, Oper, Oratorium).
- Moderne Musik (z. B. Jazz, Popmusik, Schlager).

### Angewandte Kunst
Die angewandte Kunst beinhaltet:
- Design (z. B. Automobil-Design, Möbel, Mode).
- Illustration (z. B. Buchillustration, technische Zeichnung, Werbegrafik).
- Innenarchitektur (z. B. Fußbodenbelag, Lichtdesign, Tapete).
- Kunsthandwerk (z. B. Glasbläserei, Keramik, Mosaikkunst, Webkunst).

## Probleme des Gattungsbegriffs und der Einteilung
Da die Kriterien der Einteilung unterschiedlich und vielfältig sind, ist die Einteilung oft nur grob und wenig präzise. Gattungen können miteinander konkurrieren oder widersprüchlich sein. Untergattungen sind teilweise mehreren Gattungen angehörig, etwa Schauspiel der darstellenden Kunst und der Literatur, Tanz der darstellenden Kunst und der Musik, während die Oper trotz schauspielerischer Aspekte, und das Lied trotz poetischer Aspekte primär unter Musik geführt wird.
Wie viele Gattungsbegriffe sind auch die der Kunstwissenschaften nur grobe Sortierungen und müssen sich neuen Entwicklungen anpassen. So ist etwa die Fotografie (aus dem frühen 19. Jh.) noch der bildenden, aber der Film, der viele Gemeinsamkeiten mit den bildenden, werkorientierten Künsten hat, der darstellenden Kunst zugeordnet. Außerdem ist die Einteilung für andere Kulturen und andere historische Zusammenhänge nicht unbedingt passend bzw. spielt dort keine Rolle. Schließlich erfasst die Zuordnung zu einer Gattung ein künstlerisches Einzelwerk nicht in seiner Einmaligkeit und sagt auch nichts über seinen ästhetischen Wert aus.

## Zweck der Gattungseinteilung
Die Einteilung in Gattungen gibt der ungeordneten und chaotischen Fülle zahlloser, einzelner, künstlerischer Werke eine Ordnungsstruktur und verschafft damit eine Orientierung und einen besseren Überblick. Außerdem trägt die Einteilung zum tieferen Verständnis für historische und kulturelle Einflüsse und Entwicklungen bei. Schließlich unterstützt sie in gewissen Grenzen dabei, das Einmalige einzelner Kunstwerke zu erfassen, die Wertschätzung zu erhöhen und Interpretationen zu vertiefen.